# Źródło wszelkiego zła?
Źródło wszelkiego zła? (ang. The Root of All Evil?) – telewizyjny film dokumentalny, napisany i wyreżyserowany przez Richarda Dawkinsa, w którym stara się dowieść, że świat byłby o wiele lepszy bez religii. Książka Dawkinsa Bóg urojony wydana we wrześniu 2006 jest kontynuacją i wnikliwą analizą kwestii poruszonych w programie. Filmową kontynuacją pewnych wątków jest film Wrogowie rozsądku z 2007.
Program został wyemitowany w styczniu 2006 na Channel 4 w Wielkiej Brytanii.
Dawkins powiedział, że tytuł "The Root of All Evil?" nie został wybrany przez niego. Channel 4 nalegał na ten tytuł, by wywołać polemikę wokół całej sprawy. Jedynym ustępstwem Channel 4 było dodanie znaku zapytania na końcu. Dawkins stwierdził, że samą ideę, że cokolwiek może być uznane za przyczynę wszelkiego zła, uważa za niedorzeczną.

## Część 1 – Bóg urojony
Zajmuje się kwestią nieudowodnionych przekonań, które są traktowane w wielu religiach jako odpowiadające rzeczywistości oraz skrajnościom, ku którym to prowadzi. Dawkins rozpoczyna program opisując "potencjalnych morderców... którzy chcieliby zabić nas i samych siebie, ponieważ są motywowani tym co uważają za najwyższy idealizm". Twierdzi, że "proces nie-myślenia nazywany wiarą" nie jest metodą zrozumienia świata, ale wręcz przeciwnie, powoduje podziały, jest niebezpieczny oraz stoi w zasadniczej opozycji do współczesnej nauki i metod naukowych.

### Lourdes
Dawkins odwiedza świątynię w Lourdes w południowej Francji, gdzie dołącza do niosącej świece procesji pielgrzymów śpiewających "Laudate Maria!". Duże wrażenie robi na nim poczucie grupowej solidarności, który dla kontrastu porównuje z indywidualną iluzją przekonania np. w to, że się jest Napoleonem. Pod koniec dnia po długim staniu w kolejce dostaje swoją porcje uzdrawiającej wody i mówi, że bardziej prawdopodobne jest złapanie tu choroby niż znalezienie lekarstwa. Rozmawia z Irlandką, która uważa to doświadczenie za pożyteczne.
Potem pyta Ojca Liama Griffina o liczbę cudownych uzdrowień, które miały miejsce przez wszystkie te lata. Griffin mówi o 66 zgłoszonych cudach i około 2 tysiącach niewytłumaczonych uzdrowień (na ok. 80 tysięcy chorych przybywających tu co roku przez ponad sto lat) i twierdzi, że miliony zostały uleczone duchowo. Dawkins pozostaje sceptyczny i zaznacza, że nikt nie zgłosił takiego cudu jak np. odrośnięcie nogi, cudowne uzdrowienia zawsze dotyczą schorzeń, które mogą się cofnąć bez żadnej duchowej interwencji.

### Wiara kontra nauka
Dawkins zarysowuje to co widzi jako konflikt pomiędzy wiarą a nauką. Nauka ma wbudowany proces ciągłego testowania i krytycznej analizy własnych teorii w obliczu nowych dowodów, podczas kiedy religia za szczytne uważa wiarę w twierdzenia nieudowodnione i nieprawdopodobne. Dla przykładu podaje dogmat Wniebowzięcia, którą Pius XII ogłosił jako nieomylną i wynikającą z tradycji. Porównuje to z naukowymi metodami, które opisuje jako system, za pomocą którego robocze przypuszczenia mogą zostać sfalsyfikowane przez odwołanie się do rozumu i dowodów. Podaje przykład ze swoich studiów kiedy wizytujący badacz obalił hipotezę profesora, co ten zaaprobował z wdzięcznością "Drogi kolego, chcę ci podziękować, wyciągnąłeś mnie z błędu w którym tkwiłem przez 15 lat"
Dawkins przywołuje teorie o wielkim dla niego znaczeniu – teorię ewolucji Karola Darwina – opisuje ją odwołując się do analogii wspinaczki na Szczyt Nieprawdopodobieństwa (pojęcie wyjaśnione w książce "Wspinaczka na szczyt nieprawdopodobieństwa"). Wyobrażenie, że zjawisko o tak wielkiej złożoności jakim jest życie wyłoniło się w wyniku działania ślepego przypadku lub inteligentnego projektanta porównuje do zdobycia stromego stoku góry jednym podskokiem. Inaczej jest w przypadku darwinowskiej teorii naturalnego doboru zapewniającej wyjaśnienie podobne do stopniowej wspinaczki po łagodnym zboczu. Przypomina także, że teoria projektanta wymaga wyjaśnienia – skąd się wziął projektant? Kto go zaprojektował?

### Colorado Springs
Następnie odwiedza Colorado Springs, by przyjrzeć się wzrostowi znaczenia fundamentalistycznego chrześcijaństwa w USA. Odwiedza Kościół Nowego Życia (New Life Church), ośrodek wybudowany za 18 milionów dolarów, którego pastor Ted Haggard przewodniczył kongregacji złożonej z 14 tysięcy ludzi oraz Narodowemu Stowarzyszeniu Ewangelickiemu. Wywiad z Haggardem rozpoczyna od porównania praktykowanych tam form kultu do parteitagów NSDAP, Haggard odpowiada, że nic nie wie o parteitagach, ale niektórzy ewangelicy widzą te obrzędy jako coś w rodzaju koncertów rockowych. Dodaje, że Biblia mówi prawdę i nie zawiera wewnętrznych sprzeczności tak jak nauka. Dawkins sprzeciwia się temu mówiąc, że przewagą nauki jest to, że nowe dowody zmieniają teorie, co pozwala na rozwój, a w religii jest to niemożliwe.
Haggard twierdzi, że amerykańscy ewangelicy w pełni przyswoili metody naukowe, oczekując, że w ten sposób pokażą jak Bóg stworzył niebo i ziemię. Na pytanie czy jest w stanie zaakceptować naukowe wyjaśnienie, że Ziemia ma 4,5 miliarda lat odpowiada, że jest to tylko jeden z poglądów zaakceptowany zaledwie przez część środowiska naukowego i dodaje, że wnuki Dawkinsa będą się śmiać słysząc takie stwierdzenia. Zapytany czy się założy Haggard utrzymuje, że niektórzy z ewolucjonistów myślą, że ucho lub oko "powstało przez przypadek" a także "oko się w jakiś sposób samo uformowało". Dawkins odpowiada, że żaden ze znanych mu ewolucjonistów nic takiego by nie powiedział a Haggard po prostu nie rozumie o czym mówi. Wtedy Haggard mówi, że powtarza co słyszał od niektórych ewolucjonistów. Rozmowa zmienia atmosferę kiedy gospodarz mówi, że "ten problem" "intelektualnej arogancji" jest przyczyną dla której ludzie podobni do Dawkinsa i inni krytykujący kreacjonizm mają problem z wierzącymi. Na koniec mówi Dawkinsonowi, że ten z wiekiem sam zobaczy, że "w niektórych sprawach się mylił, a miał rację w innych" i nie powinien być taki arogancki.
Kiedy Dawkins i jego ekipa zbiera się do wyjścia, na parkingu dochodzi do przykrego incydentu. Haggard nakazał ekipie Dawkinsa opuszczenie terenu pod groźbą podjęcia działań prawnych i konfiskaty sprzętu mówiąc "nazwałeś moje dzieci zwierzętami". Później zdanie to Dawkins komentuje mówiąc iż z ewolucyjnego punktu widzenia wszyscy ludzie są zwierzętami.
Później Dawkins bierze udział w spotkaniu wolnomyślicieli, na którym nauczyciel biologii opowiada iż za nauczanie ewolucji został określony jako "inkarnacja Szatana", a inny porównuje obecną sytuację z epoką maccartyzmu.

### Jerozolima
Na koniec Dawkins odwiedza Jerozolimę, którą uważa za mikrokosmos zawierający wszystko co jest złego w religii. Bierze udział w wycieczce do Bazyliki Grobu Świętego, uważanego przez niektórych chrześcijan za miejsce ukrzyżowania i pochówku Jezusa. Dawkins zauważa napięcie panujące na Starym Mieście. Pod szczególną kontrolą sił bezpieczeństwa jest Wzgórze Świątynne, na którym są meczet Al-Aksa i Kopuła na Skale. Jest to również miejsce żydowskiej Świątyni. Widać tu wyraźnie napięcie pomiędzy religiami i ich źródło.
Dawkins spotyka się z reprezentantami poszczególnych religii. Najpierw z reprezentującym Żydów Yisraelem Medadem a potem z Wielkim Muftim Jerozolimy Szejkiem Ekrima Sa'id Sabri. Ponieważ obaj wyglądają na nieprzejednanych mając nadzieję na spotkanie kogoś kto będzie w stanie zrozumieć oba punkty widzenia przeprowadza wywiad z Yousefem al-Khattab, który przedtem nazywał się Józef Cohen, urodzonym w USA Żydem, który przybył do Izraela jako osadnik, a potem przeszedł na islam. Po serdecznym przywitaniu al-Khattab wyjaśnia swoje poglądy mówiąc o dekadencji wartości Zachodu.
Al-Khattab koncentruje się na dwóch rzeczach, po pierwsze pragnie by wszyscy nie-muzułmanie opuścili ziemię Mahometa, po drugie jest zaniepokojony tym jak ubierają się kobiety, nie chce żeby wyglądały mówiąc jego słowami "jak kurwy". Zapytany o ataki z 11 września odpowiada, że ich pierwotną przyczyną było powstanie państwa Izrael. Przy okazji radzi Brytyjczykom by "zabrali swoje wojska z naszej ziemi, zajęli się swoim społeczeństwem i kobietami". Po emisji filmu Al-Khattab skrytykował sposób w jaki zostały użyte jego wypowiedzi twierdząc, że zostały wyjęte z kontekstu.

### Czajniczek Russella
Dawkins kończy ten odcinek przedstawiając ideę niebiańskiego czajniczka wymyślonego przez Bertranda Russella. Mówi, że fakt iż nauka nie odpowiedziała jeszcze na wszystkie możliwe pytania o wszechświat nie jest jeszcze powodem by zwracać się ku religii, która jak dotąd nie udzieliła żadnej znaczącej odpowiedzi.

## Część 2 – Wirus wiary
W drugiej części filmu Dawkins zajmuje się problemem religijnej moralności oraz zagrożenia religijną indoktrynacją dzieci. Tytuł tego odcinka jest wzięty z książki "Samolubny gen", w której Dawkins rozważa ideę memów.

### Sekciarska edukacja
Dawkins przedstawia w jaki sposób sekciarska edukacja jest przyczyną podziałów, jak dzieci są podzielone i etykietowane według religii swoich rodziców. Opisuje społeczność chasydzkich Żydów z Północnego Londynu jako odizolowaną od zewnętrznych wpływów takich jak telewizja; gdzie dzieci uczęszczają do przeznaczonych dla nich religijnych szkół. Rozmawia z rabinem Herschelem Gluckiem i sprawdza czy ich kultura pozwala dzieciom na dostęp do myśli naukowej.
Gluck wierzy, że dla grup mniejszościowych ważne jest posiadanie przestrzeni, w której mogą uczyć się i wyrażać swoją kulturę i wierzenia. Dawkins twierdzi, że wolałby by tradycja była nauczana bez wprowadzania zabobonów. Gluck podkreśla, że studenci wierzą, że Bóg stworzył świat w dosłownie sześć dni i uczyli się ewolucji w szkole, większość z nich nie będzie w to wierzyła kiedy opuszczą szkołę. Gluck przeciwstawia tradycję judaizmu nauce, która "ma swoją tradycję", na co twarz Dawkinsa wyraża zdziwienie zapewnieniem, że nauka oparta jest wyłącznie na "tradycji". Gluck przechodzi do krytyki tego co jest nazwane "teorią ewolucji" a nie "prawem ewolucji". Dawkins wskazuje, że pojęcie to używane jest w znaczeniu technicznym i opisuje ewolucję jako fakt, wtedy Gluck nazywa go "fundamentalistycznym fanatykiem". Kiedy Dawkins pyta Glucka ile dzieci w jego szkole wyrosło uznając ewolucję ten nie wie co powiedzieć, a na koniec dodaje, że większość z nich prawdopodobnie nie.
Dawkins wyraża zaniepokojenie wzrostem znaczenia religii w brytyjskich szkołach. Jest tam obecnie siedem tysięcy religijnych szkół a rząd zachęca do tworzenia nowych. Ponad połowa szkół średnich (City Academies) będzie utrzymywana przez organizacje religijne. Mówi, że najbardziej niepokojącym trendem jest powstawanie coraz większej ilości prywatnych, ewangelickich szkół, które przyswoiły program American Baptist Accelerated Christian Education i jako przykład podaje Phoenix Academy w Londynie. Dawkinsa oprowadza nauczyciel (head teacher) Adrian Hawkes. Zwraca uwagę, na to że materiały edukacyjne prawie na każdej stronie wspominają o Bogu lub Jezusie. Hawkes odpowiada, że te opowieści mają dużo wspólnego z nauką jeśli się w nie wierzy, a nauka obecnie wykładana w szkołach jest śmiechu warta. Jako przykład podaje to czego jak wspomina uczono go w szkole o tym jak ziemskiego oceanu powstał Księżyc i był czymś co "wypłynęło w przestrzeń" we wczesnym okresie istnienia Ziemi. Dawkins mówi, że powinno to być przedstawiane jako mająca solidne podstawy, aktualna teoria. Inna lekcja mówi o AIDS jako o karze za grzechy, więc Dawkins pyta czy nie jest to mieszanie edukacji zdrowotnej z kaznodziejską moralnością, na co słyszy, że bez koncepcji dawcy praw nie wiedzielibyśmy dlaczego np. gwałty lub pedofilia są złe oraz że jeśli ludzie uwierzyliby, że mogą robić złe rzeczy mieliby do nich skłonność. Dawkins odpowiada pytając czy jedynym powodem, dla którego Hawkes nie robi tych rzeczy jest strach przed Bogiem. Potem opisuje to jako typowe dla wypaczonej moralności podejście, które religia wpaja w ludziach.

### Religia jako wirus
Następnie Dawkins analizuje ideę religii jako wirusa w sensie jakim nadaje temu pojęciu memetyka. Zaczyna wyjaśniając jak dziecko jest zaprogramowane genetycznie by wierzyło we wszystko co słyszy bez kwestionowania autorytetów, szczególnie rodziców. Jest to ewolucyjny imperatyw, ponieważ żadne dziecko nie przetrwałoby mając sceptyczne podejście do wszystkiego co mówią starsi. Ale ten sam imperatyw czyni je podatnym na "zainfekowanie" religią.
Dawkins rozmawia z psycholog Jill Mytton, która ucierpiała w wyniku religijnego wychowania w Exclusive Brethren – obecnie pomaga w rehabilitacji dzieci z tego typu urazami. Mytton wyjaśnia, że dla dziecka obrazy ogni piekielnych nie są w żadnym sensie metaforyczne, ale wręcz przeciwnie, są realistycznie doświadczanym horrorem. Opisuje własne dzieciństwo jako "zdominowane przez strach". Nawet teraz poproszona przez Dawkinsa by opisała piekło odmawia wyjaśniając, że obrazy wiecznej męki, które wpojono jej w dzieciństwie wciąż przeżywa traumatycznie.
Potem Dawkins odwiedza pastora Keeana Robertsa, który od 15 lat prowadzi zajęcia "Hell House Outreach", wystawiając przedstawienia teatralne dla dzieci powyżej dwunastego roku życia. Celem tych przedstawień jest wpoić przekonanie, że "grzech niszczy". Widzimy próbę sceny, w której lekarze zmuszają do aborcji kobietę, chociaż właśnie zmieniła zdanie oraz ceremonię ślubu pary lesbijskiej prowadzoną przez Szatana. Roberts całkowicie i bezkrytycznie wierzy w nauki biblijne o grzechu i kiedy Dawkins pyta go o podstawę moralności odpowiada, że jest to kwestia wiary.

### Moralność biblijna
Następnie Dawkins zajmuje się Biblią jako podstawą moralności i stwierdza, że teksty są wątpliwego pochodzenia, nie wiadomo do jakiego stopnia oryginalne oraz wewnętrznie sprzeczne, a analizowane dokładnie opisują system moralny trudny dziś do zaakceptowania. Opisuje Stary Testament jako źródło judaizmu, chrześcijaństwa i islamu, i jako przykład podaje Pwt 13,7-11, gdzie nakazuje się wiernemu zabić każdego przyjaciela lub członka rodziny, który służy innym bogom, oraz Lb 31,14-18 gdzie Mojżesz wściekły na miłosierdzie jego zwycięskich wojsk, które wzięły kobiety i dzieci jako jeńców, rozkazał im zabić wszystkich jeńców, a dziewice wziąć w niewolę; czyn ten Dawkins nazywa ludobójstwem. Istnieje również historia opisana w Sdz 19, w której pewien starszy mężczyzna chce własną córkę, jeszcze dziewicę, wydać tłumowi „przewrotnych mężów” na gwałt i pohańbienie by ocalić przed tym losem swoich gości. Według Dawkinsa starotestamentowy Bóg jest najbardziej nieprzyjemną postacią literacką.
Dawkins rozważa też Nowy Testament, który na początku opisuje jako wielki rozwój z moralnego punktu widzenia. Ale odrazę w nim budzi to co nazywa obrzydliwą, sadomasochistyczną doktryną św. Pawła – że Jezus musi zostać okrutnie torturowany i zabity byśmy mogli zostać odkupieni; doktryna pokuty za grzech pierworodny. Pyta „jeśli Bóg chciał nam wybaczyć nasze grzechy, czemu po prostu tego nie zrobił? Na kim chciał zrobić wrażenie?”. Dodaje, że współczesna nauka udowodniła, iż domniemani złoczyńcy Adam i Ewa nigdy nie istnieli, co podważa doktrynę świętego Pawła.
Przeprowadza wywiad z Michaelem Brayem, który odczytuje Biblię dosłownie – np. chciałby wprowadzenia kary śmierci za cudzołóstwo. Bray był przyjacielem Paula Hilla, na którym w 2003 wykonano wyrok śmierci za zamordowanie lekarza wykonującego aborcje, Jamesa Baretta, oraz jego ochroniarza. Bray usprawiedliwia działanie Hilla i uważa, że "dobrze się miewa" w niebiosach. Później Dawkins rozmawia z Richardem Harriesem, byłym biskupem Oxfordu i liberalnym anglikaninem. Harries widzi Pismo jako tekst, który powinno się czytać w kontekście czasów, kiedy został napisany i interpretowany w świetle współczesnej wrażliwości. Dawkins pyta go co myśli o cudach, czy np. wierzy w Niepokalane Poczęcie? Harries odpowiada, że to "nie stoi na równi" ze zbawieniem.

### Moralność świecka
Na koniec Dawkins szuka wyjaśnienia moralności opartej na biologii ewolucyjnej, którą uważa za dającą więcej nadziei niż starożytne teksty. Razem z psychologiem ewolucyjnym Olivierem Curry rozważa pierwotną moralność istniejącą wśród szympansów. Curry wyjaśnia, że nie potrzebujemy religii by wyjaśnić moralność, bardziej przekonywającym wyjaśnieniem są koncepcje odwzajemnionego altruizmu i doboru krewniaczego.
Po podkreśleniu znaczenia świeckich wartości Dawkins dyskutuje z pisarzem Ianem McEwanem, który zaczyna od śmiertelności jako cechy ludzkiego życia, która powinna w naturalny sposób prowadzić nas do moralności opartej na empatii – która w oczywisty sposób wynika z odpowiedzialności za nasz krótki żywot.
Dawkins kończy dowodząc, że ateizm nie jest lekiem na rozpacz, ale wręcz przeciwnie, zamiast widzieć ludzkie życie jako próbę, którą trzeba wytrzymać przed osiągnięciem mitycznego raju, ateista widzi swoje życie jako wszystko co ma. Ateizm – podsumowuje – jest afirmacją życia w sposób niedostępny dla religii.